# Ered Wethrin
En El Silmarillion, las Ered Wethrin, cuyo nombre es sindarin y puede traducirse como "Montañas de la Sombra" o "Montañas Sombrías", son una extensa cordillera en forma de arco ubicada en el Noroeste de Beleriand. En su extremo suroccidental se ubica el monte Taras y la ciudad de Vinyamar. A partir de este punto la cordillera se extiende, describiendo una curva suave, hacia el noreste hasta las cercanías de las Montañas Circundantes en donde la curva se profundiza volviéndose, bruscamente hacia el noroeste, para finalizar en las costas más septentrionales del Belegaer, muy cerca de los hielos del Helcaraxë, el "Hielo Crujiente" uniéndose con la "cabeza" de las Ered Lómin.
Estas últimas descienden hacia el sur en paralelo a la costa del Gran Mar y se vuelven a unir a las Ered Mithrim, y en el triángulo que constituyen, junto al Estuario de Dengrist, se ubica la región de Nevrast. Muchas millas hacia el este un extenso brazo de las Montañas de la Sombra se abre hacia el Norte, llamado Montañas de Mithrim que encierra, junto a las Ered Lómin, la región de Dor-Lómin. Justo en su unión con las Montañas de Mithrim, las Ered Wethrim comienzan a describir la profunda curva hacia el Norte, formando otro amplio triángulo con las primeras, constituyendo la región de Mithrim; en cuyos campos se libró, en parte, la segunda batalla de las guerras de Beleriand, la “Batalla Bajo las Estrellas o Dagor-nuin-Giliath. Al Norte de Mithrim y al oeste de las Montañas de la Sombra se encontraba la gran región de Hithlum, en la que habitaron los más nobles y valientes elfos: la casa de Fingolfin, rey de todos los Noldor de la Tierra Media, y también los más bravos hombres: la casa de Hador. Y por último las laderas Orientales de Ered Wethrim constituyen el límite oeste de Ard-Galen, posteriormente llamada Anfauglith.
Muchos ríos encuentran su fuente en las Montañas de la Sombra. En el tramo más norteño nacen, de sus laderas occidentales, dos de los ríos sin nombre en los mapas publicados que son afluentes del Lago Mithrim. De las laderas orientales y en un lugar llamado Eithel Sirion, nace el río Sirion, que vuelca sus aguas hacia el sur siguiendo el contorno de la cordillera hasta el paso del Sirion. Un poco más al Sur y en donde las Ered Wethrim se unen a las Montañas de Mithrim nace el Malduin, principal afluente del río Teiglin, cuyo nacimiento, al igual que los anteriores, es desde las laderas meridionales de la cordillera, y se encuentra unas 50 millas más al oeste. El último gran río que nace en las Ered Wethrim es el Narog a unas 100 millas al oeste de nacimiento del Teiglin.
- Datos: Q2353372